# گمینا ستار زاموشتش
گمینا ستار زاموشتش (به لهستانی:  Gmina Stary Zamość) یک گمینا در لهستان است که در شهرستان زاموشتش واقع شده‌است. گمینا ستار زاموشتش ۹۷٫۱۹ کیلومتر مربع مساحت و ۵٬۳۲۲ نفر جمعیت دارد.